# Straubing
Straubing är en kreisfri stad i östra delen av det tyska förbundslandet Bayern, till största delen belägen vid södra stranden av floden Donau, men några stadsdelar finns norr om floden.
Under antiken var staden känd som Sorviodunum, det rätiska folket rucinates största stad.
Orten nämns första gången år 897 i en urkund som bekräftar att den skänkts av kejsare Henrik II till brodern, biskop Bruno av Augsburg. Efter Brunos död tillhörde staden fram till 1537 domkapitlet i Augsburg. En hertig av huset Wittelsbach grundade en ny stad direkt intill, som motvikt till den katolska staden.
Under 1500-talet var Straubing centrum för reformationen i Niederbayern. Trettioåriga kriget var ett stort bakslag för staden. Alla byggnader utanför stadsmuren revs i förebyggande syfte eller förstördes under striderna, och under de pågående slagen eller på grund av pesten dog 1 800 av stadens invånare. Straubing återhämtade sig först i slutet av 1600-talet, vilket återspeglas i att den nya bebyggelsen uppfördes i barockstil.
Under andra världskriget blev staden mål för de allierades bombningar, men de flesta historiska byggnaderna klarade sig. I nyare tid har några universitet med säte i andra städer etablerat en utpost i Straubing.

## Klimat
Uppmätta normala temperaturer och -nederbörd i Straubing:
|                                            | Jan  | Feb  | Mar  | Apr  | Maj  | Jun  | Jul  | Aug  | Sep  | Okt  | Nov | Dec  |
| ------------------------------------------ | ---- | ---- | ---- | ---- | ---- | ---- | ---- | ---- | ---- | ---- | --- | ---- |
| Normaldygnets maximitemperaturs medelvärde | 1,0  | 4,4  | 8,8  | 14,8 | 19,7 | 22,8 | 24,6 | 24,1 | 19,0 | 13,5 | 6,6 | 2,0  |
| Normaldygnets minimitemperaturs medelvärde | −4,9 | −3,3 | −0,1 | 3,5  | 8,1  | 11,2 | 12,8 | 12,4 | 8,4  | 4,5  | 0,9 | −3,1 |
|                                            |      |      |      |      |      |      |      |      |      |      |     |      |
| Nederbörd                                  | 43   | 44   | 56   | 39   | 75   | 76   | 84   | 68   | 65   | 48   | 50  | 49   |

| Diagram | temperaturer i °C • månadsnederbörd i mm | temperaturer i °C • månadsnederbörd i mm | temperaturer i °C • månadsnederbörd i mm | temperaturer i °C • månadsnederbörd i mm | temperaturer i °C • månadsnederbörd i mm | temperaturer i °C • månadsnederbörd i mm | temperaturer i °C • månadsnederbörd i mm | temperaturer i °C • månadsnederbörd i mm | temperaturer i °C • månadsnederbörd i mm | temperaturer i °C • månadsnederbörd i mm | temperaturer i °C • månadsnederbörd i mm | temperaturer i °C • månadsnederbörd i mm |
|         | 43 1 -5                                  | 44 4 -3                                  | 56 9 -0                                  | 39 15 4                                  | 75 20 8                                  | 76 23 11                                 | 84 25 13                                 | 68 24 12                                 | 65 19 8                                  | 48 14 5                                  | 50 7 1                                   | 49 2 -3                                  |